# 106. konjeniški polk (ZDA)
Za druge 106. polke glejte 106. polk.
106. konjeniški polk (angleško 106th Cavalry Regiment) je eden izmed konjeniških polkov Kopenske vojske ZDA.